# 恩達利
9°51′39″N 2°43′5″E / 9.86083°N 2.71806°E
恩達利（法語：N'Dali）是貝寧的城鎮，位於該國東北部，由博爾古省負責管轄，面積3,748平方公里，海拔高度391米，2013年該城鎮人口113,604，人口密度每平方公里30人。